# Andrea Ribeca
Andrea Ribeca (* 1974 in Viterbo) ist ein italienischer Trance-DJ und -Produzent, der in Viterbo lebt.

## Geschichte
Der italienische Musikproduzent und DJ Andrea Ribeca ist im Jahre 1974 in Viterbo geboren und weiterhin dort wohnhaft. Andrea kam bereits Ende der 1980er mit elektronischer Musik in Berührung und begann darauf im Jahre 1990 seine DJ-Karriere. 1992 erfolgte mit Diabolic Step seine erste Veröffentlichung auf dem Sysmo-Label. 1999 lernte er an einer Techno-Party Giuseppe Ottaviani kennen, mit dem er kurz darauf das Trance-Projekt Nu NRG startete.
Das Duo wurde 2001 von Paul van Dyk entdeckt und bei dessen Label Vandit Records unter Vertrag genommen. Zu den bekanntesten Produktionen von Nu NRG gehörten Dreamland und Free Fall. Ende 2005 beschlossen Ribeca und Ottaviani, die Zusammenarbeit einzustellen und sich Soloprojekten zu widmen.
2009 verfasste er den lyrischen und melodischen Teil der Vocal-Single Giuseppe Ottaviani's Angel.
2017 feierte seine neue Single Amoroso in der 487. Episode von Aly & Fila’s Radioshow Future Sound of Egypt Weltpremiere. Die Remix-Versionen wurden auf Armin van Buuren’s Radioshow A State Of Trance gespielt. Im Sommer 2017 erfolgte Cyber Angel auf FSOE Recordings.
Ribeca ist weiterhin mit seinem Soloprojekt auf Tour und ist der Headliner auf einigen Club-Nächten, wie 2015 in England, 2016 in Tschechien, 2017 in Holland, 2018 in Deutschland oder auch auf einem der populärsten Trance-Festivals in Freien, auf dem Luminosity Beach Festival 2018.

## Diskografie

### Singles
- 1992: Diabolic Step (Sysmo Records)
- 1998: Autoload (CDR)
- 1999: Alert (CDR)
- 1999: U.F.O. (White Label)
- 1999: Andromeda (White Label)
- 1999: Music (White Label)
- 2001: Apple Juice (Stick Trance)
- 2002: One Turn (Stick Trance)
- 2005: Teck Lock (CDR)
- 2010: Gaia (Shake Records)
- 2010: Nucleo (Milk Records)
- 2011: Collision (feat. Ofelia) (Milk Records)
- 2011: Right In Your Heart (feat. Ofelia) (Milk Records)
- 2012: Always in Paradise (feat. Anthya) (Milk Records)
- 2012: Sogni Progressivi (Milk Records)
- 2014: Joker (Human Garden Records)
- 2014: Through The Blue (Milk Records)
- 2014: Touches Of Love (feat. Anthya) (Milk Records)
- 2015: Cyberfly (feat. Lokka Vox) (Milk Records)
- 2016: And Was Light (Semitrance Records)
- 2017: Amoroso (Blue Soho Records)
- 2017: Margherita (CDR)
- 2017: Cyber Angel (FSOE Recordings)
- 2017: Firewire (High Trance Energy)
- 2018: Siren Calls (Blue Soho Records)
- 2018: Encanto (mit Aeavus) (High Trance Energy)
- 2018: Space Circle (Blue Soho Records)
- 2018: Rosa (FSOE Recordings)
- 2019: Ola Del Sol (FSOE Recordings)

### Remixes
- 2001: Apple Juice (DJ Vortex & A. Ribeca Remix) (Stick Trance)
- 2010: Mareia (Ribeca & Cusi Perc-Dub) (Fragile Records)
- 2011: Hold Me Now (Andrea Ribeca Remix) (Milk Records)
- 2011: Collision (Ribeca & Rutili Fenderized Mix) (Milk Records)

→ Als Nu NRG: Diskografie